# Lazarillo de Tormes (Goya)

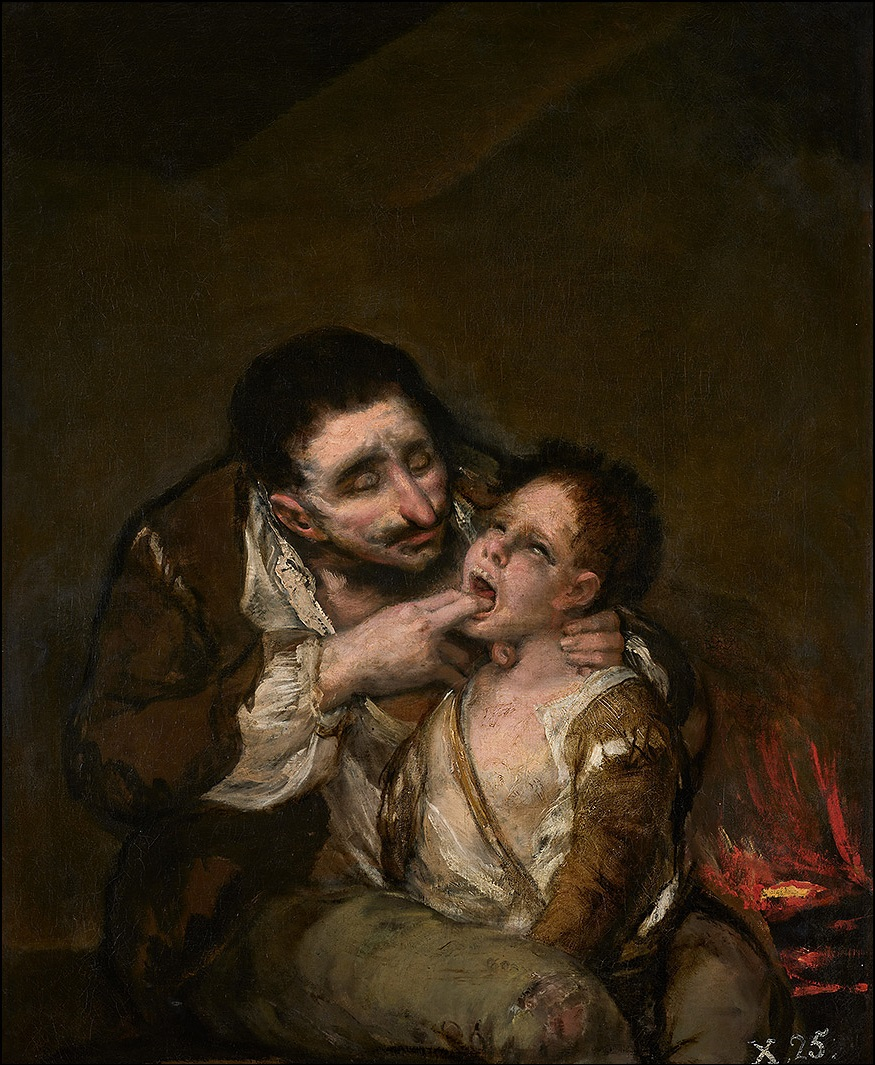
El Lazarillo de Tormes, de Francisco de Goya.

El Lazarillo de Tormes es una pintura del artista español Francisco de Goya y Lucientes. Es un óleo sobre lienzo y mide 80 cm de alto y 65 cm de ancho. Fue pintado entre 1808 y 1810. En la actualidad se encuentra en una colección particular madrileña. 
En 1812, esta obra fue heredada por Javier Goya, hijo del artista, a la muerte de su madre, Josefa Bayeu. El barón Taylor le compró la pieza en 1836 para que formara parte de la colección de Luis Felipe de Órleans, último rey de Francia. Cuando el rey fue destronado en 1848, su colección fue subastada, en este caso en la sede londinense de Christie's en 1853 por 11,10 libras. Su comprador fue el duque de Montpensier, hijo de su anterior propietario. Éste regaló la obra a su abogado, Caumartin. En 1902, figuraba en la colección de la familia Maugeau. En 1923, fue vendido en Burdeos por el marqués de Amurrio, quien lo legó a Gregorio Marañón. Hoy en día aún sigue en la colección de los herederos de Marañón.